# Ältere Skandinavistik
Die Ältere Skandinavistik ist ein Fachgebiet der Skandinavistik, welches sich mit der norrönen Sprache und Literatur Nordeuropas im Mittelalter auseinandersetzt. Zu den Aufgaben innerhalb der älteren Skandinavistik zählen beispielsweise die Auswertung von Runeninschriften, die Interpretation norröner Texte (wie zum Beispiel den isländischen Sagas) und die Auseinandersetzung mit dem Altnordischen. Neben dem Altnordischen werden teilweise auch Gotisch und Norn behandelt.
Im weiteren Sinne ist auch die skandinavistische Linguistik Teil der älteren Skandinavistik.